# Ernst Zermelo
Ernst Zermelo (født 27. juli 1871, død 21. maj 1953) var en tysk matematiker, der i 1908 formulerede et aksiomsystem for mængdelæren, som er hovedparten af Zermelo-Fraenkels aksiomer.